# Stadionul Regie
El Stadionul Regie es un estadio multiusos de la ciudad de Bucarest, Rumania. El estadio tiene una capacidad para 10.020 espectadores sentados y sirve, principalmente, para la práctica del fútbol. En el estadio disputa sus partidos como local el Sportul Studenţesc Bucureşti.

## Historia
El estadio fue construido en 1920 y hasta la Segunda Guerra Mundial perteneció al Belvedere FC. Durante esa época, el estadio tenía un único graderío y una pista oval de atletismo. En 1955 el estadio cambió de dueño y fue adquirido por el Ministerio de Educación de Rumanía. Por ello, el Instituto Politécnico de Bucarest y su club de fútbol, el Stiinta (posteriormente Politehnica, y ahora Sportul Studenţesc), tenía derecho a jugar y entrenar en el estadio.
En 1972, tras el ascenso del FC Sportul Studenţesc a la Primera división, el estadio fue renovado por primera vez. La pista de atletismo fue eliminada y los graderíos norte, sur y este fueron edificados. El suelo excavado de la construcción del metro de Bucarest sirvió para acometer estas obras de remodelación.
En 2004 y tras el último ascenso del FC Sportul Studenţesc a Liga I, el estadio fue renovado nuevamente para adaptarse a las normas de seguridad de FIFA. Uno de los cambios más importantes fue la instalación de asientos de plástico, lo que redujo sensiblemente el aforo del estadio pasando de 15 000 a 10 020 espectadores.